# 태풍 사올라 (2012년)
태풍 사올라(태풍 번호: 1209, JTWC 지정 번호: 10W, 국제명: SAOLA, 필리핀 기상청(PAGASA) 지정 이름: Gener)는 2012년에 북서태평양에서 발생한 9번째 태풍이다. 이 태풍으로 인해 대만의 이란시에서는 1744 mm의 기록적인 강수량을 기록했다.

## 태풍의 진행

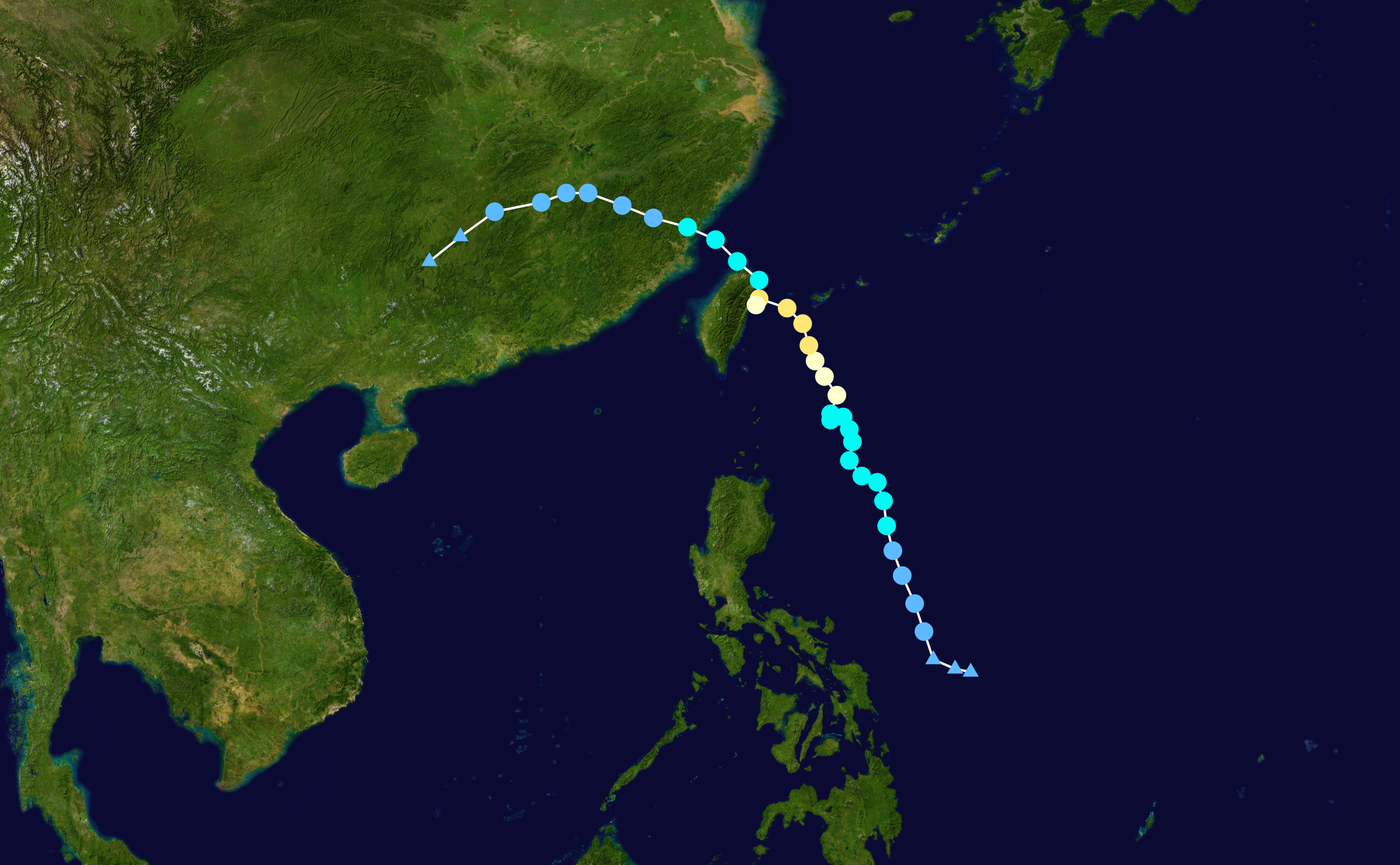
태풍 사올라의 이동 경로

7월 26일, 일본 기상청(JMA)는 필리핀 마닐라 남동쪽 약 1000 km (620 mi) 부근 해상에서 열대 저기압이 발생했다고 보도했다. 이 날에 미국 합동태풍경보센터(JTWC)도 열대저기압 발생경고령을 내렸다.
7월 28일 오전에 JTWC가 열대 저기압으로 승격시킬 때 JMA는 열대 폭풍으로 단계를 격상하고 국제명인 '사올라(SAOLA)'를 부여했다. 곧이어 필리핀 기상청(PAGASA)이 열대 저기압으로 단계를 올리고 그 저기압을 필리핀 기상청이 독자부여하는 이름인 'Gener'로 명명했다. 이 날 오후가 되어서야 JTWC가 사올라를 열대폭풍의 단계로 올렸고 7월 29일에는 사올라가 강한 열대폭풍의 단계까지 도달했다. 7월 30일에는 JTWC가 사피어-심슨 허리케인 등급 제1등급으로 승격시켰으나 곧 격하시켰다. 그러나 7월 31일에 다시 제1등급의 세력에 도달했다고 판단, 격상시켰고 같은 날에 JMA가 태풍의 단계로 올리고 9월 1일 오전에 JTWC가 제2등급으로 상향 조정했다.
타이완 기상청]](CWB)은 태풍 사올라가 타이완 현지 시각으로 8월 2일 오전 3시 20분에 화롄 현의 슈린 향 부근에 상륙할 것으로 내다보았다. 그러나 상륙하고 나서 사올라는 반시계방향으로 회전하여 바다에 다시 이르렀고 육지와의 접촉이 일어난 후인 이 시점에 JMA가 강한 열대폭풍의 단계로 격하시켰다. 이후 JMA는 사올라가 8월 3일 중국 현지 시각으로 오전 6시 50분, 중국 푸젠성 푸딩 시에 상륙하기 전, 열대폭풍으로 강등시켰다. 이날 오후 JMA는 열대 저기압의 단계까지 낮추었으며 JTWC는 마지막 경고령을 내렸다. 남은 잔해물은 장시성까지 도달해 저기압 지대를 형성하였다.
태풍 사올라(SAOLA)는 베트남에서 제출하였으며 멸종위기동물인 사올라를 의미한다. 이 이름은 2000년부터 사용되고 있는 140개의 열대 저기압 이름의 목록 중 140번으로 맨 마지막 번호에 해당한다.

## 대비와 피해

### 필리핀
태풍 사올라는 필리핀에 위치해있던 장마 전선과 연계되어 광범위한 지역에 폭우를 내리게 했다. 7월 29일부터 국내편과 국제 항공편이 잇따라 지연되거나 결항되었고 필리핀 기상청(PAGASA)은 경보령을 내려 작은 어선이 바다에서 항해하는 행위를 금지했다. 정부에서는 사올라가 폭우를 동반할 것을 예측하고 있었고 이에 따라 많은 항구는 폐쇄되었다. 또한 많은 댐에서 어마어마한 양의 비가 내리자 댐의 안전 수위까지 물이 차오르는 절박한 상황에 처했기도 했다. 루손섬 북부의 3개 도로가 홍수와 산사태로 차단되었고 리살주의 한 도시에서는 심한 홍수로 인하여 60가구의 이재민이 발생했다. 7월 30일에는 수도인 마닐라 부근의 학생들의 등교가 강풍과 폭우로 인해 중단되었다.
초기의 사망자 수는 약 12명에 이를것이라고 조사되었으나 8월 3일 필리핀 정부가 직접 집계한 결과 37명으로 나타났고 51만 9천명이 사올라로 인한 영향을 받은 것으로 드러났다. 또한 1만 7천 5백명이 넘는 사람들이 대피소에서 머물렀다. 8월 6일에 다시 사망자 수는 51명으로 올라갔고 6명의 추가 실종자가 발생했다. 태풍 사올라로 인한 필리핀의 재산피해액은 4억 4백만 필리핀 페소(960만 미국 달러)가 집계되었다.

### 대만
태풍 사올라가 대만에 상륙했을 당시, 대만 전역이 강풍과 폭우로 영향을 받았다. 특히 이란시에서는 1744 mm의 강수량을 기록해 대만의 태풍으로 인한 일최대강수량 순위 5위에 랭크되기도 하였다. 당국은 중요한 업무를 하고 있는 대기업 몇 개를 제외하고는 학교와 회사의 작업을 중단하라고 지시했고 주식시장도 폐쇄되어 8월 3일에 다시 개장되었다. 대만 육군 1천명을 동원해 북부와 동부의 산악지대 거주자들을 안전하게 대피시켰다. 타이완 타오위안 국제공항에서 비행기와 공항을 연결하는 통로 2개가 무너져 중화항공 여객기에 피해를 입혔다. 이 여객기는 그 날 운항이 결항되었다. 또한 200편이 넘는 국내편과 국제 비행편이 사올라로 인해 운행 취소되었다.
대만 전체에서 최소 6명이 숨졌고 2명이 실종, 16명이 부상당했다. 농업분야의 재산피해액은 8억 1251만 신 대만 달러(2714만 미국 달러)가 집계되었다.

### 중국
중국 후베이성에서는 태풍 사올라로 이 지역에 400 mm가 넘는 강수량이 관측되었다. 총 25명이 숨졌고 9명이 실종되었으며 9,708채의 집은 완파, 36,726채는 반파되는 사고가 발생했다. 약 13만 5천명에 달하는 이재민이 발생했고 총 재산피해액은 1억 2400만 미국 달러가 집계되었다.

## 같이 보기
- 2012년 태풍